# William Hervé
Pour les articles homonymes, voir Hervé.
William Hervé, né le 12 février 1990 à Villeurbanne, est un joueur de basket-ball professionnel français. Il mesure 2,02 m et évolue au poste d'ailier. Il est le fils aîné de Philippe Hervé.

## Clubs
- 2007 - 2011 :  Orléans Loiret Basket (Pro A)
- 2011 - 2012 :  UJAP Quimper (Pro B)
- depuis 2012 :  Ouest lyonnais basket (NM2)

## Palmarès
- Orléans (Pro A) : Vainqueur de la Coupe de France en 2010

## Équipe nationale
- Présélectionné en équipe de France U-19 en 2009.